# Kassageschäft
Kassageschäfte (englisch spot deal oder spot) sind standardisierte Finanzinstrumente über bestimmte Basiswerte, die spätestens zwei Handelstage nach Geschäftsabschluss von beiden Vertragsparteien Zug um Zug durch Zahlung (Kauf) und Lieferung (Verkauf) zu erfüllen sind. Komplementärbegriff ist das Termingeschäft.

## Allgemeines
Die heutigen Kassageschäfte begannen im Waren- und Rohstoffhandel, die hierfür zunächst die Bezeichnungen Loko-, Prompt-, Liefer- oder Effektivgeschäft verwendeten. Auf die sofortige Fälligkeit wiesen die Ausdrücke „prompte Lieferung“ oder „per Kasse“ (danach Kassa-, Komptant- oder Kontantgeschäft [kõ tã:]) hin. Das Komptantgeschäft hatte seinen Namen aus dem französischen „marché au comptant“ (Kassamarkt). Das Lokogeschäft leitete seinen Namen aus dem lateinischen Wort „locus“ ab (Platz, Ort, greifbar). Auch das Englische „Spot cash“ (sofortige Barzahlung) setzte voraus, dass die Ware am Markt oder Börsenplatz vorhanden („Platzgeschäft“) oder innerhalb sehr kurzer Frist verfügbar war und sofort bezahlt werden musste. Käufer und Verkäufer unterwarfen sich dem Handelsbrauch, entweder sofort oder wenige Tage danach ihre Verpflichtungen zu erfüllen. Die einfachste Form des Wareneinkaufs war der Lokoabschluss, der in vorrätiger, sofort lieferbarer, „greifbarer Ware“ bestand.

## Geschichte
Im Mittelalter spielte sich der größte Teil des Handelsverkehrs auf Märkten und Messen ab; das Messegeschäft war ein Lokogeschäft. Der Aushändigungskauf, der Handkauf oder Lokohandel war das Kennzeichen der Handelstätigkeit im Mittelalter. Charakteristisch war die Möglichkeit des Käufers, eine Besichtigung der Ware etwa im Lebensmittel- oder Tierhandel vornehmen zu können. Hierbei konnten die Handelsobjekte nur gegen Kasse (Bezahlung) und sofortige Abnahme erworben werden. Bereits an der im Jahre 1540 gegründeten Augsburger Börse waren Lokogeschäfte üblich. Mit der Entdeckung der neuen Seewege änderte sich die Situation für den Kassahandel. Die Kolonialwaren wurden bereits „schwimmend“ auf den Termin der Ankunft der indischen Flotten gehandelt. Kreditkauf und Lieferungskauf (Termingeschäft) traten nun neben dem Effektivgeschäft auf. Bis ins 19. Jahrhundert hinein blieb jedoch der Handel trotzdem im Wesentlichen Lokohandel.
Beim „Tag(e)skauf“ war 1833 „sogleich nach dem Abschlusse des Contracts zu liefern…“. Für das Handbuch des Bankwesens zerfiel 1874 das Börsengeschäft in das „Comptant- oder Cassen-Geschäft und in das Zeit-Geschäft (Speculationsgeschäft)“: „Die Comptant-Geschäfte sind solche, wo die Lieferung und Zahlung sofort, d. h. an demselben Tage nach Schluss der Börse, an welchem das Geschäft abgeschlossen worden, erfolgen muss.“ Als Kontantgeschäfte galten nach dem Reichsstempelgesetz vom April 1894 „solche Geschäfte, welche vertragsmäßig durch Lieferung des Gegenstandes seitens des Verpflichteten an dem Tage des Geschäftsabschlusses zu erfüllen sind“ (Tarif II 4). Da die Stempelsteuer den Kassahandel von einer Besteuerung ausnahm, erfolgte ein Übergang vom Termin- zum Kassahandel. Der Ausdruck „Comptant-Geschäft“ war auch in Österreich und der Schweiz gebräuchlich.
Während sich die häufig novellierten deutschen Börsengesetze ausführlich mit dem Termingeschäft befassten, vernachlässigten sie das – viel häufiger vorkommende – Kassageschäft. Das erste Reichsbörsengesetz vom Juni 1896 befasste sich ursprünglich nur mit dem Terminhandel in Wertpapieren und verpflichtete die amtlichen Kursmakler, an der täglichen Festsetzung des Kassaeinheitskurses mitzuwirken, ohne das Kassageschäft zu definieren. Durch dieses Börsengesetz war ein Teil des Börsengeschäfts ins Ausland abgewandert; so dass nun verstärkt der Kassahandel betrieben wurde. Weil dabei eingegangene Verpflichtungen aber sofort erfüllt werden mussten, entstand ein größerer Kapitalbedarf.
Im Kaffeehandel unterschied Willy Kranke 1928 in seiner Dissertation Organisation und Preisbildung im deutschen Großhandel den Lieferungs- und Zeithandel, wobei das Lokogeschäft ein Geschäft mit sofortiger Lieferung sei, das aufgrund „einer Bemusterung oder Beschreibung der Ware, meist aber nach deren Besichtigung abgeschlossen wird“. Von der Mitte des 19. Jahrhunderts an machte der Loko- dem Lieferungshandel und dieser wieder dem börsenmäßigen Terminhandel Platz. Die am 25. Juli 1931 erlassene Notverordnung befasste sich ausschließlich mit Termingeschäften, die untersagt wurden; es blieben mithin nur die Kassageschäfte, die meistens innerhalb von drei Tagen abzuwickeln waren. Mit Schließung der Börsen am 18. September 1931 kam der Kassahandel zum Erliegen, die Wiedereröffnung der Börsen am 26. Februar 1932 brachte lediglich eine Wiederbelebung des Kassageschäfts.
Nach einer 1995 durchgeführten Markterhebung der Zentralbanken lagen zwischen dem Zeitpunkt, ab dem eine an einem Devisenkassageschäft beteiligte Partei den Zahlungsauftrag für die verkaufte Währung nicht mehr einseitig widerrufen konnte, und dem Zeitpunkt des endgültigen Eingangs der gekauften Währung allgemein mindestens zwei Geschäftstage. Darüber hinaus konnte es ein bis zwei weitere Geschäftstage dauern, bis eine Bank zuverlässig feststellen konnte, ob die Zahlung tatsächlich eingegangen war. Somit konnten mehr als drei Geschäftstage – und dazu noch etwaige dazwischen liegende Wochenenden und Feiertage – vergehen, bis die Bank mit Sicherheit wusste, dass sie die gekaufte Währung erhalten hatte.

## Abgrenzung
Typisch für echte Kassageschäfte ist die gegenseitige Erfüllung der eingegangenen Verpflichtungen spätestens zwei Handelstage nach Geschäftsabschluss sowie das Interesse beider Kontrahenten an der Lieferung und Abnahme des Basiswerts. Alle Geschäftstypen, die diese Bedingungen nicht erfüllen, gelten nicht als Kassageschäfte. Die Wahrscheinlichkeit, dass die Kontrahenten nicht vom echten Erfüllungsinteresse geleitet werden, ist beim Kassageschäft viel geringer als beim Termingeschäft. Das Kassageschäft führt regelmäßig zur Erfüllung, das Termingeschäft nicht immer. Die Abgrenzung wird nach dem vereinbarten Erfüllungszeitpunkt vorgenommen, also je nachdem, ob das Geschäft von beiden Seiten sofort innerhalb der festgelegten kurzen Frist zu erfüllen ist (Kassageschäft) oder ob dies zu einem späteren, hinausgeschobenen Zeitpunkt zu geschehen hat (Termingeschäft). Ein kongruentes Deckungsgeschäft zu einem Kassageschäft kann nur ein Kassageschäft und damit ein echtes Umsatzgeschäft sein.
Daytrading gehört nicht zu den Kassageschäften, auch wenn die Erfüllung innerhalb eines oder zweier Handelstages erfolgt. Es sind „finanzielle Differenzgeschäfte“ des § 2 Abs. 3 Nr. 3 WpHG, denn
- der Trader strebt „im Einvernehmen“ mit seinem Vertragspartner „keine unbeschränkte Verfügungsbefugnis über die Waren oder Wertpapiere“ an,
- der Trader will „zu ihrer Bezahlung weder eigenes Kapital noch vor Abschluss des Geschäfts vertraglich fest vereinbarte Kreditmittel, sondern den Erlös aus einem von vornherein beabsichtigten Gegengeschäft“ einsetzen und
- das Gegengeschäft wird mit dem Vertragspartner des Erstgeschäfts geschlossen und stimmt „mit dem Erstgeschäft im Wesentlichen“ überein.[17]

Darüber hinaus gehören dem BGH zufolge auch nicht ernstgemeinte Kassageschäfte zu den Termingeschäften, bei denen die Parteien – ohne einen hinausgeschobenen Erfüllungstermin zu vereinbaren – durch Nebenabreden oder die tatsächliche Art der Vertragsdurchführung den sofortigen Leistungsaustausch als das Charakteristische des Kassageschäfts ausschließen, in Wahrheit keine Lieferung beabsichtigen, sondern Spekulationsgewinne durch Gutschriften aus gleichartigen Geschäften erzielen wollen („Scheinkassageschäfte“). Es kommt also demnach nicht mehr darauf an, ob es sich formal um Termingeschäfte handelt, wenn der sofortige Leistungsaustausch der Vertragsparteien – wie auch immer – ausgeschlossen wird und die Beteiligten ausschließlich am Gewinn interessiert sind. Auch der Leerverkauf kann sich formal als Kassageschäft darstellen, ist jedoch ein Termingeschäft, bei dem im Zeitpunkt des Vertragsschlusses der Verkäufer noch nicht über die verkauften Basiswerte verfügt.
Zu den Kassageschäften gehören der Rechtsprechung zufolge auch Geschäfte mit abgetrennten Optionsscheinen aus einer Anleihe, Geschäfte mit Währungsoptionsscheinen, die von einer DM-Auslandsanleihe abgetrennt wurden und abgetrennten Aktienoptionsscheinen aus Wandelschuldverschreibungen. Geschäfte mit abgetrennten Optionsscheinen aus Anleihen ausländischer Aktiengesellschaften sind selbst dann Kassageschäfte, wenn das maßgebende ausländische Recht die Ausgabe von Optionsanleihen nicht gesetzlich regelt. Spotgeschäfte im Energiehandel und auf eine effektive Lieferung gerichtete Stromlieferungsverträge sind grundsätzlich als Kassageschäfte zu betrachten und daher keine Derivate im Sinne des § 1 Abs. 11 Satz 4 Nr. 2 KWG.
Basiswert (englisch underlying) eines Kassageschäfts können Wertpapiere, Geldmarktinstrumente, Devisen, Sorten, Edelmetalle, Swaps, Derivate oder andere handelbare Finanzinstrumente sowie Waren und Rohstoffe („Commodities“) sein.

## Rechtsgrundlagen

### Gesetzliche Regelungen
Für Kassageschäfte fehlte es lange Zeit an einer gesetzlichen Regelung. Bei der Erfüllung von Kassageschäften ist die Zug-um-Zug-Regelung des § 298 BGB anzuwenden, wonach der Gläubiger in Verzug gerät, wenn er zwar die vom Schuldner angebotene Leistung anzunehmen bereit ist, die verlangte eigene Gegenleistung aber nicht anbietet. Deshalb ist nach einem Urteil des Reichsgerichts vom Dezember 1924 bei einem Kassageschäft die Forderung vertragsgemäß, wenn der Käufer Zug um Zug gegen Übergabe der Ware den Kaufpreis bezahlt. Der Käufer gerät nach diesem Urteil in Annahmeverzug, wenn er vertragswidrig nicht Zahlung des fälligen Kaufpreises Zug um Zug anbietet. Dagegen gilt die Leistungszeit des § 271 Abs. 1 BGB nicht für Kassageschäfte, weil die Vorschrift nur auf Fälle anzuwenden ist, bei denen die Leistungszeit weder vertraglich bestimmt noch aus den Umständen zu entnehmen ist. Bei Kassageschäften liegt jedoch eine Vereinbarung bezüglich der Fälligkeit vor (2 Handelstage nach Geschäftsabschluss), so dass jede Gegenpartei am Erfüllungstag ihre Verpflichtung zu bewirken hat.
Lange Zeit unterfielen Kassageschäfte mangels gesetzlicher Regelung als Handelsbrauch dem § 346 HGB. Der Handelsbrauch ist eine Regel, die Kaufleute in einem mehr oder weniger großen räumlichen Bereich einheitlich und freiwillig einhalten und die dort von einer einheitlichen Verkehrsauffassung der beteiligten Kreise getragen wird. Seit August 2006 bietet nunmehr Artikel 38 Abs. 2 der in allen EU-Mitgliedstaaten geltenden Verordnung (EG) Nr. 1287/2006 (Mifid-Durchführungsverordnung 1287/2006 vom 10. August 2006) eine Legaldefinition an, wonach ein Kassageschäft ein Verkaufsgeschäft für eine Ware, einen Vermögenswert oder ein Recht ist, dessen Bedingungen zufolge die Lieferung im Zeitraum von zwei Handelstagen oder einer vom Markt akzeptierten Standardlieferfrist stattfindet. Als Handelstag ist nach Art. 4 Abs. 1 dieser Verordnung der Tag zu verstehen, während dessen der betreffende Handelsplatz für den Handel geöffnet ist.

### Rechtsprechung
Bereits das Reichsgericht stufte das Kassageschäft im Februar 1935 als ein echtes Liefergeschäft und deshalb kein Spiel ein. Diese Rechtsprechung gilt bis heute unter der Einschränkung, dass wenn beide Kontrahenten darüber einig sind, dass nicht geliefert und ein Preis nicht bezahlt oder geschuldet werde, sondern irgendein Umstand entscheiden solle, was und wem zu zahlen sei, ein Kassageschäft dem Spieleinwand ausgesetzt sein kann. Damit bestätigte der BGH die bereits vom Reichsgericht geäußerte Rechtsauffassung. Devisengeschäfte, die binnen der für Kassageschäfte üblichen Frist von zwei Tagen zu erfüllen sind, sind im Umkehrschluss keine Börsentermingeschäfte. Das ernstgemeinte Kassageschäft kann kein Differenzgeschäft sein, denn der Käufer muss sofort Barvermögen einsetzen oder einen Kredit aufnehmen.

### Vertragsinhalt und Form
Vertragsinhalt sind insbesondere Kontrahenten, Basiswert, Betrag, Fälligkeit und Settlement.
Der Verkäufer verpflichtet sich,
- eine bestimmte Menge eines Basiswerts (Kontraktgröße)
- in zwei Handelstagen
- zu einem festgelegten Preis/Kurs (Kassa-, Spotkurs)
- an einen bestimmten Käufer zu liefern.

Der Käufer verpflichtet sich,
- in zwei Handelstagen
- den vereinbarten Preis zu zahlen und
- die Menge des Basiswerts dem Verkäufer abzunehmen.

## Funktionen
Motive für Kassageschäfte können Arbitrage, Spekulation oder Hedging sein. Der Kassahandel erfordert beim Käufer den Kapitaleinsatz von Vermögen oder Kredit, beim Verkäufer die mit einem Liquiditätszufluss verbundene Lieferung der Basiswerte. Arbitrage liegt vor, wenn Kassakauf und Kassaverkauf desselben Basiswerts zum selben Zeitpunkt an verschiedenen Orten stattfinden. Um Spekulation handelt es sich, wenn zwischen einem Kassakauf und einem Kassaverkauf desselben Basiswerts ein größerer Zeitraum liegt oder ein Leerverkauf erfolgt, der mit einem Kassakauf glattgestellt wird.
Zwischen Kassakäufer und Kassaverkäufer findet eine Risikotransformation statt, weil der Kassakäufer sein Marktpreisrisiko verliert und gleichzeitig der Kassaverkäufer sein Bestandsrisiko aufgeben kann. Kassakäufer setzen im Rahmen der (intertemporalen) Ressourcenallokation ihre Finanzmittel zum Zwecke der Arbitrage, Spekulation oder Kurssicherung ein und entscheiden sich dann gegen andere Verwendungen wie Sparen, Konsum oder Investition.
Der amtliche Handel an den deutschen Börsen ist Kassahandel, dessen Ergebnis die tägliche Ermittlung des Kassakurses darstellt. Dieser Kurs hat seine einstige Bedeutung jedoch verloren, weil seit Mai 2011 alle Aktien zum variablen Handel zugelassen sind. Der börsliche Kassahandel beschränkt sich nunmehr auf Bundesanleihen, bei denen die Deutsche Bundesbank zur Sicherung der Marktliquidität notfalls börslich intervenieren kann. Devisenkassageschäfte werden seit Januar 1999 überwiegend außerbörslich im Interbankenhandel umgesetzt.
Zur Ermittlung des Kurswerts ist der Kassakurs mit dem Nennwert oder der Stückzahl zu multiplizieren.

## Kassamärkte
Kassageschäfte bilden im Vergleich zu den Termingeschäften die wichtigste Geschäftsart im allgemeinen Börsenhandel. Der Kassamarkt ist wie der Terminmarkt ein Bestandteil des Kapitalmarktes. Kassa- und Terminmärkte sind über die Arbitrage miteinander verknüpft. Es gibt börsliche und außerbörsliche Kassageschäfte; letztere werden auch als OTC-Geschäfte (Abkürzung von englisch over the counter) bezeichnet. Bei börslichen Kassageschäften wählen die Marktteilnehmer die vermittelnde Funktion der Börse, während sie bei außerbörslichen Kassageschäften entweder direkt miteinander in Kontakt treten oder über ein Clearinghaus abwickeln. Da Kassamärkte nicht alle Informationen der Marktteilnehmer reflektieren, kann der komplementäre Terminmarkt die Informationseffizienz der Kassamärkte verbessern. Insbesondere bilden die Terminkurse eine wichtige Informationsgrundlage für die Preisbildung an den Kassamärkten.
Die Kassamärkte für „Commodities“ wie Rohöl, Strom, Erdgas und Metalle werden auch als „Spotmärkte“ bezeichnet.

## Besondere Vorschriften für Kreditinstitute
Kreditinstitute schließen Kassageschäfte überwiegend im Interbankenhandel und mit Nichtbanken ab. Nach Artikel 286 Abs. 2a Kapitaladäquanzverordnung müssen die Kreditinstitute die Kreditwürdigkeit ihrer Geschäftspartner („Gegenparteien“) einer Kreditwürdigkeitsprüfung unterziehen. Dabei müssen Kreditentscheidungen zur Einräumung bankinterner Kreditlinien für Gegenparteien führen, um das Geschäftsvolumen für jede einzelne Gegenpartei zu begrenzen. Für Kassageschäfte sind „Settlement-Limite“ einzuräumen, in denen die Nominalwerte der Kontrakte zu verbuchen sind. Liegt das Kontrahentenausfallrisiko eines Forderungswerts bei einem Kassageschäft bei null, kann es den Zahlungsvorgängen zugeordnet werden, die außerhalb eines zentralen Kontrahenten durchgeführt werden (z. B. über ein Clearinghaus); es ist nicht mit Eigenmitteln zu unterlegen.

## Bilanzierung
Kassageschäfte gelten bei der Bilanzierung als schwebende Geschäfte, wenn der Bilanzstichtag zwischen Handelstag und Erfüllungstag liegt. Im deutschen Handelsrecht sind schwebende Geschäfte nur bei einem drohenden Verlust in Form von Rückstellungen zu berücksichtigen (§ 249 Abs. 1 Satz 1 HGB). Nicht abgewickelte Fremdwährungs-Kassageschäfte sind nach § 340h HGB in Verbindung mit § 256a HGB mit dem Devisenkassamittelkurs in Euro umzurechnen. Handelstag ist nach IAS 39.AG55 der Tag, an dem das bilanzierende Unternehmen die Verpflichtung zum Kauf oder Verkauf eines Vermögenswerts eingegangen ist. Erfüllungstag ist der Tag, an dem ein Vermögenswert an oder durch das bilanzierende Unternehmen geliefert wird (IAS 39.AG56). Eine Bilanzierung von schwebenden Kassageschäften kann optional zu einem der beiden Tage erfolgen (IAS 39.38). Bei Kassageschäften werden etwaige Wertschwankungen zwischen Handels- und Erfüllungstag wegen der kurzen Dauer nicht als derivative Finanzinstrumente erfasst (IAS 39.AG12), sondern nach IAS 39.AG56 ist lediglich eine etwaige Änderung des Fair Value zu berücksichtigen. Kassageschäfte sind bilanzrechtlich der Kauf oder Verkauf eines finanziellen Vermögenswerts im Rahmen eines Vertrags, dessen Bedingungen die Lieferung des Vermögenswerts innerhalb eines Zeitraumes vorsehen, der üblicherweise durch Vorschriften oder Konventionen des jeweiligen Marktes festgelegt wird (IAS 39.9).